# Huda Sha'arawi
Huda Sha'rawi (Hudá Sha‘rāwī, în arabă هدى شعراوي; n. 23 iunie 1879, Minya⁠(d), Kedivatul Egiptului⁠(d) – d. 12 decembrie 1947, Cairo, Regatul Egiptului⁠(d)) este emblema feminismului și a naționalismului egiptean, fiind liderul mișcării feministe din Egipt. A condus prima demonstrație de stradă a femeilor din Egipt, a pus bazele primului serviciu social dedicat femeilor și a publicat prima revistă feministă.

## Copilăria
Huda Sha'rawi s-a născut pe 23 iunie 1879 într-o familie înstărită din Minya, Egipt, fiind fiica lui Muhammad Sultan, primul președinte al Consiliului Reprezentativ al Egiptului.
A crescut la Cairo, într-un sistem de tipul haremului, în care libertatea femeilor era îngrădită, acestea fiind ținute închise în apartamente private, retrase în interiorul casei. De asemenea, atunci când mergeau afară, acestea erau obligate să își acopere fața. A primit acasă o educație de elită, învățând franceza ca limbă de bază. Pe lângă aceasta, a învățat turcă și arabă, memorând Coranul de la o vârstă fragedă. Huda scria poezii atât în arabă cât și în franceză. Mai târziu, a publicat chiar și o carte, o autobiografie a întâmplărilor din viața ei timpurie, numită "Harem Years: The Memoirs of an Egyptian Feminist, 1879-1924". 
La vârsta de 13 ani a fost căsătorită cu vărul sau mai mare, Ali Sharawi, care ajunsese deja la peste 40 de ani. În contractul de căsătorie, Ali îi promisese că își va părăsi concubina sclavă, însă aceasta i-a născut un copil la un an după căsătoria celor doi.
Cei doi s-au despărțit și au rămas separați timp de 7 ani, timp în care Huda s-a ocupat de educația sa, a avut oportunitatea să fie independentă și s-a implicat în activism. În anul 1900, sub presiunea părinților, cei doi s-au mutat împreună și au avut 2 copii: o fată - Bathna în anul 1903 și un băiat - Muhammad în 1905.Cu timpul, soțul ei Ali, el însuși un activist politic, o lăsa să asiste la întâlnirile sale politice și chiar deseori  se consulta cu aceasta și îi cerea sfatul.

## Activitatea
La vremea aceea, femeile din Egipt obișnuiau să fie închise în casă sau izolate în harem. Așa cum se poate observa în toate pozele sale, Huda poartă hijab. Sha`arawi era revoltată de aceste restricții ce limitau libertatea de mișcare a femeilor, așadar a început să organizeze cursuri și să țină prelegeri pe teme de interes pentru doamnele acelor timpuri, lucru ce le-a permis să își părăsească locuințele și să se implice în activitați publice pentru prima dată. Sha`arawi chiar le-a convins sa o ajute sa înființeze o societate pentru ajutorarea și bunăstarea femeilor egiptene, cu scopul de a strânge bani pentru cele mai sărace dintre acestea. De asemenea, Sha`arawi a deschis o școală de fete care se concentra pe predarea unor subiecte academice și nu pe dezvoltarea unor abilități practice, ca de exemplu moșitul.           
După Primul Război Mondial, un număr mare de femei a luat parte la manifestații politice împotriva stăpânirii britanice și astfel Sha`arawi a ajutat la organizarea celei mai mari demonstrații anti-britanice a femeilor care, contrar ordinelor armatei britanice de a înceta si a se împrăștia, au rămas nemișcate timp de trei ore sub soarele torid.     
Sha`arawi a luat decizia de a nu-și mai purta vălul în public după moartea soțului ei în 1922. În decurs de zece ani de la actul de sfidare al Hudei, au mai rămas puține femei care încă purtau văl. Decizia sa de dezvelire a chipului era parte dintr-o mișcare mai mare a emancipării femeilor, influențată de o egiptencă de origine franceză, Eugenie Le Brun, fiind însa în opoziție față de ideile unor gânditori feminiști precum Malak Hifni Nasif. În 1923 Sha`arawi a devenit fondatoarea și primul președinte al Uniunii Feministe din Egipt, iar după întoarcerea de la Congresul Alianței Femeilor Sufragete din Roma, și-a scos pentru prima data vălul în public, un eveniment cu o însemnatate deosebită în istoria mișcării feministe din Egipt. La început, femeile venite să o salute au împietrit de uimirie, însă în scurt timp au dat drumul la ropote de aplauze, unele dintre ele îdepărtându-și vălul.
Huda a ajutat la organizarea serviciului social pentru femei, Mubarrat Muhammad Ali în 1909 și la înființarea Uniunii Femeilor Educate din Egipt în 1914. În același an a călătorit în Europa pentru prima oară.
În întreaga lume mișcările de reformă sociale câștigau teren, femeile cerându-și tot mai mult drepturile. Femeile din Egipt nu au rămas nici ele imune la mișcările globale și după Primul Război Mondial, în frunte cu Huda, multe femei au părăsit haremul pentru a protesta împotriva ocupației britanice în Egipt. În 1919, Huda a ajutat la organizarea celei mai mari demonstrații feministe anti-britanice. În același an a fost aleasă președintele Comitetului Central Wafdist.
In 1923, Huda Sha'arawi a înființat Uniunea Feministă, care activează în continuare ca o organizație non-profit. Membrii uniunii s-au concentrat pe mai multe subiecte, incluzând suferința femeii și educația. Huda a fost de asemenea înverșunată împotriva restricțiilor impuse asupra vestimentației și libertății de mișcare a femeilor, care au fost o parte importantă a vieții în cadrul haremului. Huda a evoluat ca feministă de-a lungul vieții sale, fiind influențată de inegalitățile pe care le-a îndurat de-a lungul timpului, de educație sau de perioada de libertate de după căsătorie, precum și de schimbările care au avut loc în lume. Când a fost anunțată independența Egiptului în 1922, femeile erau așteptate să se întoarcă la vechiul stil de viață, cel de harem, însă Huda nu era pregătită pentru acest lucru.

## Filantropie
Sha`arawi a fost implicată în proiecte filantropice pe tot parcursul vieții ei. În anul 1909 ea a creat prima societate filantropică condusă de femei egiptene (Mabarrat Muhammad 'Ali), oferind astfel servicii sociale femeilor sărace și copiilor. Era de părere că proiectele serviciilor sociale trebuiau să fie conduse de femei din două motive. În primul rând, prin implicarea în astfel de proiecte, orizonturile femeilor ar fi extinse și astfel ar dobândi cunoștințe practice și ar putea fi capabile să își concentreze atenția către exterior. Al doilea motiv era reprezentat de faptul că acest tip de proiecte ar fi o provocare pentru ideea conform căreia femeile ar fi cele create pentru plăceri sau ființe care au nevoie de protecție. Pentru Sha'arawi problemele celor săraci urmau să fie rezolvate cu ajutorul acțiunilor caritabile din partea celor bogați, în special prin intermediul donațiilor pentru programele de educație.